# Unicausaliteit
Unicausaliteit of monocausaliteit is het verschijnsel waarbij een enkele oorzaak verantwoordelijk is voor het teweegbrengen van een gevolg. De gebeurtenis of omstandigheid die optreedt, is daarbij volledig toe te schrijven aan die ene oorzaak.
Unicausaliteit werd in de 17e eeuw als de meest gangbare vorm van causaliteit gezien. Daarna is echter het besef ontstaan dat unicausaliteit een weinig voorkomend fenomeen is, een bijzondere categorie binnen de multicausaliteit waar meerdere oorzaken in interactie met elkaar verantwoordelijk zijn voor het gevolg.
Een voorbeeld van unicausaliteit is de zwaartekracht die verantwoordelijk is voor het vallen van een appel. Hierop kan echter al worden afgedongen dat de steel eerst moet verzwakken en dat dit daarmee een bijdragende factor is.

## Empirische problemen
Dat monocausaliteit wetenschappelijke theorieën kan ondersteunen, is empirisch onmogelijk. Zelfs in een experimentele setting kan niet met aan zekerheid grenzende waarschijnlijkheid gesteld worden dat een enkele oorzaak X verantwoordelijk is voor een welbepaald gevolg. Andere onbekende, niet-gemeten variabelen kunnen altijd medeverantwoordelijk zijn voor veranderingen in Y (afhankelijke variabele, oorzaak). De determinatiecoëfficiënt van theorieën die een monocausaal verklaringsmodel hebben, ligt dan ook zeer laag.